# Itsandra
Itsandra – miasto na Komorach; na wyspie Wielki Komor. Według spisu ludności w 2003 roku liczyło 2684 mieszkańców.

## Historia
Miejscowość powstała w czasach komoryjskiego średniowiecza, a gdy około 1200 roku na archipelag przybyli arabo-szirazyjczycy, Itsandra była już prężnym ośrodkiem, który wkrótce stał się stolicą Sułtanatu Itsandry. Sułtani Itsandry przyjęli tytuł mfalme. Miastu podległe były Washili, Hamahame i Mbude (czasem pod zwierzchnictwem Sułtanatu Bambao).

## Lista sułtanów (mfalme)
Chronologiczna lista ostatnich władców Itsandry.
- Fey Owa Mbaya
- Fey Mwenza
- Fey Jumbe
- Ju Mwamba Pirusa
- Zombe Ilingo
- Nguzo wa Inehili
- Tibe wa Kanzu
- Mkongo
- Mna Musa Hibu
- Muhammadi Saidi
- Mvunza Panga
- Fey Beja wa Wabeja
- Fum Nau wa Kori Dozi
- Fey Fumu
- Bwana Fumu
- Fey Fumu (drugi raz)
- Bwana Fumu (drugi raz)
- Fey Fumu (trzeci raz)
- Fum Mbavu
- Musa Fumu wa Fey Fumu
- Tibe Bamba
- Musa Fumu wa Fey Fumu (drugi raz)
- Tibe Bamba (drugi raz)
- Musa Fumu wa Fey Fumu (trzeci raz)
- Tibe Bamba (trzeci raz)
- Musa Fumu wa Fey Fumu (czwarty raz)
- Tibe Bamba (czwarty raz)
- Kalega